# Kabsa
Kabsa (en árabe: كبسة‎) es una familia de platos de arroz especiado y carnes, originaria de Yemen y que se sirve en muchos otros países árabes, como Arabia Saudita, Jordania, Irak, Omán, los Emiratos Árabes Unidos, Catar, Baréin y Kuwait, siendo considerado, además, plato nacional en casi todos ellos. En el área del Golfo Pérsico la elaboración de este plato está muy extendida, llamándosele popularmente majbús (en árabe: مجبوس‎) en lugares como Catar, Baréin y Kuwait, o makbús (en árabe: مكبوس‎) en los Emiratos Árabes Unidos. En todos ellos es servido de la misma forma.

## Características
Estos platos se preparan principalmente con arroz y son una mezcla de especias, arroz (generalmente de grano largo, como el basmati), carne y verduras. Existen numerosas variedades de kabsa y cada una de ellas es única. Hay en los comercios de los países árabes mezclas preelaboradas de especias para hacer el kabsa, pero su sabor difiere bastante del que tiene el kabsa tradicional, elaborado a mano. Las especias son: pimienta negra, clavo de olor, cardamomo, azafrán, canela, lima negra, laurel y nuez moscada. El ingrediente más relevante es la carne, que puede ser de pollo, cabra, cordero, camello o, en algunas ocasiones, vaca, así como pescado y, a veces, gambas. Se suele añadir almendras, piñones, dátiles, cebollas y tomates. El plato puede ser decorado con hashu (en árabe: حشو‎) y servido caliente con dakkus (en árabe: دقوس‎), una salsa de tomate casera.